# Ray Charles
Ray Charles Robinson (n. 23 septembrie 1930, Albany⁠(d), Georgia, SUA – d. 10 iunie 2004, Beverly Hills, California, SUA) a fost un muzician american cunoscut sub numele de scenă Ray Charles (prescurtat pentru a se evita coincidența cu boxeurul Sugar Ray Robinson).
El a fost un pionier în materie de muzică soul în anii '50 prin fuzionarea muzicii rhythm and blues, gospel și blues înregistrând la Atlantic Records. A contribuit la integrarea stilurilor country, rhythm and blues, și pop în anii '60 prin succesul pe care l-a avut la casa de discuri ABC, unde acesta a devenit unul dintre primii muzicieni afro-americani căruia i-a fost acordat control artistic de către o companie de înregistrări cunoscută.
Frank Sinatra l-a numit pe Ray Charles „singurul geniu adevărat în show business” (în engleză „the only true genius in show business”). 

## Biografie

### Primii ani
Ray Charles Robinson a fost fiul lui Aretha și Bailey Robinson, un mecanic. Mama sa era orfană din adolescență și muncea pe bază de iobăgie. Trăiau în Greenville, Florida cu tatăl lui Robinson și soția sa, Mary Jane Robinson. Familia Robinson a adoptat-o informal pe Aretha, aceasta luând numele de Robinson. Când a rămas însărcinată cu Bailey, din cauza scandalului creat a părăsit Greenville în vara lui 1930, întorcându-se la familia ei în Albany, Georgia pentru nașterea copilului, după care mama și copilul s-au întors în Greenville. Ea și Mary Jane l-au crescut pe Ray. Acesta era devotat pe deplin mamei sale, mai târziu amintind perseverența, autosuficiența și mândria mamei sale ca fiind modelul după care s-a ghidat în viață. Tatăl său i-a abandonat, a plecat din Greenville și s-a recăsătorit în altă parte.
Când era mic, Charles era interesat de obiecte mecanice, privind deseori la vecinii care reparau mașini și utilaje. Latura sa muzicală a răsărit pe când avea 3 ani, la cafeneaua lui Wylie Pitman, Red Wing Cafe, când Pitman a cântat boogie woogie pe un pian vechi; Apoi Pitman a început să-l învețe pe Charles cum să cânte la pian. Charles și mama sa erau mereu bineveniți la Red Wing Cafe și chiar au trăit aici în timpul în care aveau dificultăți financiare. Pitman avea, de asemenea, grijă de fratele mai mic al lui Ray, George. George a murit înecat în cada de spălat haine când avea 4 ani.
Charles a început să-și piardă vederea la vârsta de 4 ani sau 5, și a devenit orb la 7 ani, aparent din cauza glaucomului. Săracă, needucată, și în doliu după pierderea fiului cel mic, Aretha (sau Reatha) Robinson a apelat la cunoștințele din comunitate pentru a găsi o școală care să accepte un elev afro-american nevăzător. În ciuda protestului inițial, Charles a mers la Școala pentru Surdomuți din Florida din anul 1937 până în 1945.
La școală Charles își șlefuiește în continuare talentul muzical învățând să cânte la pian muzica clasică a lui of J.S. Bach, Mozart și Beethoven. Profesoara sa, Dna. Lawrence, l-a învățat cum să citească muzica braille, un proces dificil care presupune învățarea mișcărilor cu mâna stângă și citirea braille cu mâna dreaptă, iar apoi învățarea mișcărilor mainii drepte în timp ce citea braille cu mâna stângă și la sfârșit commbinând cele două părți. Chiar dacă Ray era bucuros să cânte muzică clasică, era interesat mai mult de muzica jazz, blues, și country pe care le auzea la radio. Vinerea, Societatea Literară South Campus ținea întruniri la care Charles cânta vocal și la pian cântece populare de atunci. De Halloween și de ziua lui George Washington, departamentul afro-american al școlii se întrunea, iar aici Charles a fondat RC Robinson and the Shop Boys și a cântat propriul său aranjament al „Jingle Bell Boogie”. Pe atunci, a cântat la stația de radio WFOY radio din St. Augustine.
Mama sa a murit în primăvara anului 1944, când Ray avea 14 ani, iar acest eveniment a venit ca un șoc pentru el; a spus mai târziu că decesul mamei și a fratelui său au fost „cele două mari tragedii” ale vieții lui. Charles s-a întors la școală după înmormântare, dar a fost exmatriculat în octombrie pentru că a făcut o farsă unui profesor.

## Filmografie
- Swingin' Along (1961)
- Ballad in Blue (1964)
- The Big T.N.T. Show (1966) (documentar)
- The Blues Brothers (1980)
- Who's The Boss (himself) 1987
- Limit Up (1989)
- Listen Up: The Lives of Quincy Jones (1990) (documentar)
- Love Affair (1994)
- Spionul Dandana (1996)
- Dădaca (1999) în rolul lui Sammy
- The Extreme Adventures of Super Dave (2000)
- Blue's Big Musical Movie (2000)
- Ray (2004)